# Doomsday Warrior
Doomsday Warrior (対決！！ブラスナンバーズ?, Taiketsu!! Brass Numbers) è un videogioco picchiaduro sviluppato da Laser Soft per Super Nintendo Entertainment System. Creato in seguito alla popolarità di Street Fighter II: The World Warrior, il titolo presenta una modalità di gioco differente rispetto ai titoli contemporanei.

## Trama
Un membro fuoriuscito dalla Doom Squad, un'organizzazione composta da sette lottatori guidati da un malvagio mago, si nomina Doomsday Warrior e decide di affrontare la squadra con lo scopo di liberare la Terra.

## Modalità di gioco
I controlli di Doomsday Warrior differiscono rispetto ai classici titoli picchiaduro: sono previsti due pulsanti per bloccare gli attacchi e uno per effettuare il salto.
Il giocatore può affrontare i membri della Doom Squad nell'ordine che preferisce, selezionando il prossimo avversario prima di ogni incontro.